# Јуки Муто
Јуки Муто (јап. 武藤 雄樹; 7. новембар 1988) јапански је фудбалер.

## Каријера
Током каријере је играо за Вегалта Сендај и Урава Ред Дајмондс.

## Репрезентација
За репрезентацију Јапана дебитовао је 2015. године. За тај тим је одиграо 2 утакмице и постигао 2 гола.

## Статистика
| Јапан  | Јапан   | Јапан  |
| Година | Наступи | Голови |
| ------ | ------- | ------ |
| 2015.  | 2       | 2      |
| Укупно | 2       | 2      |